# アルフレッド・デント

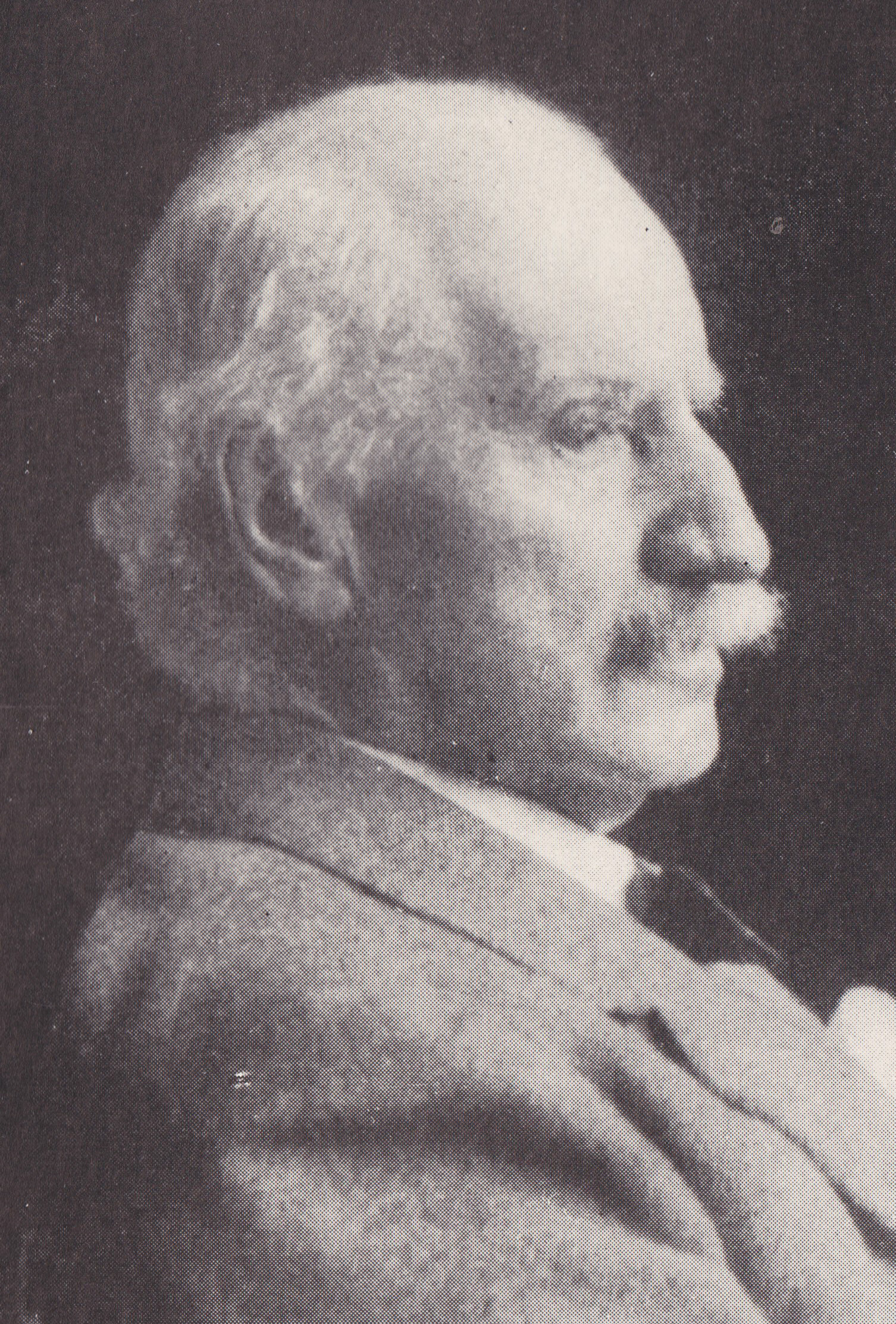
アルフレッド・デント

サー・アルフレッド・デント（Sir Alfred Dent, KCMG、1844年12月12日 - 1927年11月23日）は、イギリスの植民地商人、事業家。北ボルネオ会社の共同創設者のひとり。

## 生涯
デントは、ロンドンに父トマス・デントの息子として生まれた。1858年から1862年まで、イートン校で教育を受け、一族が経営していたデント社 (Dent & Co.) の経営に参加した。

### イギリス北ボルネオ
デントは、事業の一環として、1878年に東アジアや東南アジアを旅行し、スールー・スルタン国のスルタンを口説いて、ボルネオ島北部に対してスルタンが主張していた諸権利を、自身とフォン・オーヴァーベック男爵 (Baron von Overbeck) の共同事業に移譲するよう働きかけたが、この事業の主導者はサー・ラザフォード・オールコック、サー・ハリー・ケッペルとリチャード・ブダルフ・マーティンであった。その後、1881年にイギリス北ボルネオ地方連盟 (the British North Borneo Provisional Association) が結成され、勅許を得て1882年5月に北ボルネオ会社、別名北ボルネオ勅許会社 (the North Borneo Chartered Company) が設立された。
デントは、シティ・オブ・ロンドンに拠点を置く商社・代理商のデント兄弟社 (Dent Brothers and Co) の代表となった。デントはほかにも、カレドニアン（セイロン）・ティー・エステイト (the Caledonian (Ceylon) Tea Estates) の会長や、上海電気 (the Shanghai Electric Construction Company)、インド・オーストラリア中国勅許銀行 (Chartered Bank of India, Australia and China)、ロンドン・カウンティ・アンド・ウェストミンスター銀行 (London County and Westminster Bank) や王立取引所保険社 (Royal Exchange Assurance Corporation) の社長などを務めた。

### 後年
1896年、デントはマーガレット・エアード (Margaret Aird) と結婚し、ひとり息子レスリー・アルフレッド・デント (Leslie Alfred Dent) が1897年に生まれた。1898年、デントはインド通貨委員会 (Indian Currency Commission) の委員に任命され、同年には聖マイケル・聖ジョージ勲章ナイト・コマンダー (KCMG) を受章した。デントはイングランド南東部イーストボーンに屋敷を構え、1908年にはサセックス州長官 (High Sheriff of Sussex) を務めた。